# 筑紫野市立筑紫野南中学校
筑紫野市立筑紫野南中学校（ちくしのしりつちくしのみなみちゅうがっこう）は、福岡県筑紫野市にある公立中学校。通称筑南（ちくなん）又は南中（みなみちゅう）。

## 所在地
福岡県筑紫野市美しが丘南5-9-2
筑紫野・小郡ニュータウンとして開発された新興住宅地の中にあり、佐賀県三養基郡基山町と小郡市に隣接した筑紫野市南部に位置する。校区内には、国指定史跡の五郎山古墳（古墳時代後期）や長崎街道の原田宿など数々の史跡がある。また、新興住宅地の一角に位置しながら、校区西端には筑紫平野の田園地帯が広がっている。

## 校訓
- 自学
- 友愛
- 健康

## 制服
服装、防寒具、学用品等は学校指定の物。
- 男子
  - 夏服：白でネーム入りの半袖カッターシャツに、グレーチェックのズボン。カッターシャツの下には白のシャツ。
  - 中間服：白の長袖カッターシャツに紺のズボン。
  - 冬服：紺の詰め襟上着に紺のズボン。上着の下にはカッターシャツ着用。
- 女子
  - 夏服：白の半袖丸襟ブラウスにグレーチェックのジャンパースカート。
  - 中間服：白の長袖丸襟ブラウスに紺のジャンパースカート。
  - 冬服：紺のセーラー服上下にエンジ色のネクタイ。
- ベルト：黒・紺・茶で一色の物。
- 防寒具：黒、紺、茶、ベージュ、白、灰色のいずれかの色のセーター等。
- 靴：男女とも、白一色の紐付き運動靴。紐も白一色。
- 靴下：男女とも、白のもの。靴を履いた状態で15cm以上が見えるもの。

## 委員会
- 学級委員会
- 生活委員会
- 学習委員会
- 環境委員会
- 給食委員会
- 保健委員会

## 部活動
- 男子バスケット部
- 女子バスケット部
- バレー部
- サッカー部
- 男女陸上競技部
- 男子バドミントン部
- 女子バドミントン部
- 剣道部
- 軟式野球部
- 男子軟式テニス部
- 女子軟式テニス部
- 男子卓球部
- 女子卓球部
- 美術部
- 吹奏楽部
- コンピュータ部
- 放送部

## 総合的な学習の時間
1993年の開校時から、「自学」の時間として全国に先駆けて総合的な学習の時間を取り入れた。

## 交通
わずか西に国道3号が南北に、また、1キロほど北には国道200号が東西に走っている。最寄の鉄道駅は西鉄天神大牟田線津古駅、JR鹿児島本線・筑豊本線原田駅である。その他、鳥栖筑紫野道路や九州自動車道が南北に走っている。

## 周辺情報
- 筑紫野市立原田小学校 - 市道を挟んで北西に隣接。
- 筑紫野市立筑紫東小学校 - 国道200号を挟んで北東に位置。
- 五郎山古墳 - 1キロメートルほど北に所在。古墳時代後期につくられたといわれている国指定古墳。古墳の周囲は公園として整備されており、公園の西端には五郎山古墳館がある。
- 筑紫神社 - わずか北西に所在。

## 著名な卒業生
- 柴田美咲